# Juan José Rojo Martín
José Rojo Martín, més conegut com a Pacheta, (Salas de los Infantes, Castella i Lleó, 23 de març de 1968), és un futbolista castellanolleonès, ja retirat i posteriorment entrenador.
Pacheta va disputar un encontre amb la selecció castellanolleonesa de futbol.

## Trajectòria

### Com a futbolista
Sorgit del Burgos CF, el CA Marbella va ser el seu primer equip important, militant a Segona Divisió la temporada 1992/93, quallant una gran temporada, amb 32 partitis i 4 gols. A la 1993/94 fitxa pel CP Mérida, on també obté unes bones xifres, 24 partits i cinc gols.
L'estiu del 1994 marxa a les files del RCD Espanyol, on serà un símbol de l'equip blanc-i-blau de mitjans dels 90. El migcampista, tot i no ser titular, va romandre cinc temporades amb els pericos, acumulant uns 118 partits a la màxima categoria, bona part d'ells sortint de la suplència.
A la temporada 1999-00, es converteix en la peça clau d'un CD Numancia que acaba de debutar a Primera Divisió. Eixe any, juga 32 partits i marca set gols, decisius per la permanència dels sorians, una fita que no es va poder repetir a l'any següent, i l'equip castellanolleonès baixa a Segona.
Pacheta acompanyaria als sorians dos anys més a la categoria d'argent, fins a la retirada al final de la 2002-03.

### Com a entrenador
El juny de 2007, Pacheta va ser nomenat director de futbol del Numància, passant a entrenador el 17 de febrer de 2009 com a substitut de l'acomiadament Sergije Krešić. Va romandre al capdavant durant els 15 partits següents, ja que l'equip de Sòria va acabar baixant de la màxima categoria.
El 15 de febrer de 2011, Pacheta va fitxar pel Reial Oviedo a la tercera divisió, portant el club a la vuitena posició i renovant el seu contracte per un any més al maig. Va dimitir el 24 de maig de 2012 i es va incorporar al FC Cartagena el 10 de desembre.
Pacheta va ser rellevat de les seves funcions el 20 de maig de 2013, tot i aconseguir el subcampió d'honor de la lliga amb els murcians, encara que sense l'ascens a la segona. Es va traslladar a l'estranger a l'agost, sent nomenat al costat de l'Ekstraklasa Korona Kielce.
Pacheta va deixar l'equip polonès el juny de 2014, i va signar amb l'Hèrcules CF poc després. El 25 de gener de l'any següent, va ser acomiadat després de guanyar només tres dels dotze partits a casa.
El 27 de febrer de 2018, després d'una experiència a Tailàndia amb el Ratchaburi FC, Pacheta va substituir el destituït Josico al capdavant de l'Elx CF. El 22 de maig de 2019, després d'aconseguir l'ascens a segona divisió la campanya anterior, va renovar el seu contracte per una temporada més.
Només dos dies després d'haver ascendit al primer nivell en els play-off, Pacheta va abandonar l'Estadi Manuel Martínez Valero el 25 d'agost de 2020. El 12 de gener següent va agafar el relleu de Míchel a la SD Osca de la mateixa lliga. Després de no poder evitar el descens, va dimitir.
El 16 de juny de 2021, Pacheta va ser nomenat entrenador del Reial Valladolid, també descendit a segona divisió. Va aconseguir un altre ascens en el seu primer any a la Segona Divisió, com a subcampió, però va ser destituït el 3 d'abril de 2023 a causa dels mals resultats, l'últim va ser una derrota per 6-0 fora contra el Reial Madrid, que va deixar el seu equip un punt per sobre de la zona de descens.
Pacheta va esdevenir el nou entrenador del Vila-real CF el 9 de setembre de 2023, prenent el relleu de Quique Setién.